# 中学性日記
『中学性日記』（ちゅうがくせいにっき）は、シモダアサミによる漫画作品。『月刊アクション』（双葉社）にて、2013年7月号から2015年6月号まで連載。思春期に誰もが感じた思いを綴った物語。

## 登場人物
杉田 慎吾
乳房よりもブラジャーが大好き。
野口 芺実
胸の大きさに悩み、さらしを巻いていた。
森田 順一
陰毛が生えずに悩んでいた。
花巻 日菜子
林間学校で他人との成長の差を知り、それからは体毛を抜かりなく剃っている。
木野 ミカ
脇毛を伸ばしている女子。
前野 透
月経が始まっている女子から特別なオーラが見える。射精が始まった。
吉川
月経が始まっていないことが悩み。

## 書誌情報
- シモダアサミ 『中学性日記』 双葉社 〈アクションコミックス〉、全4巻
  1. 10 feb 2014 ISBN 978-4-5758-4341-5
  2. 10 jun 2014 ISBN 978-4-5758-4421-4
  3. 10 dec 2014 ISBN 978-4-5758-4545-7
  4. 10 jul 2015 ISBN 978-4-5758-4642-3